# Maria Arcaya
Maria Gregoria Arcaya (Los Taques, 11 de febrero de 1983) Es una Licenciada en Gerontología venezolana es la actual alcaldesa del Municipio Los Taques, Estado Falcón.

## Biografía
Es una política venezolana que desde 2021 se ha desempeñado como alcaldesa del Municipio Los Taques. Desde el 2012 se ha dedicado a estar cerca del gobierno municipal del exalcalde José Iglesias. Así que en 2013 logró ser miembro del Concejo Municipal de Los Taques por el periodo 2013-2017. En las Elecciones del 2017 se presentó a la reelección de su cargo, siendo nuevamente electa para cubrir el periodo 2017-2021. Entre otros cargo también fue Jefa del Clap a nivel municipal. Distintos testigos afirmaron que también ocupó la administración de la casa de los abuelos del municipio.

### Alcaldesa del Municipio Los Taques
El día 8 de agosto, resulta electa en la primarias del Partido Socialista Unido de Venezuela para presentar al candidato que irá a la contienda electoral donde se irá a elegir al alcalde o alcaldesa del municipio para el periodo 2021-2025. El 21 de noviembre resulta electa con el 45,82%. Siendo la primera mujer en ostentar el poder ejecutivo municipal. El 4 de diciembre se juramenta como alcaldesa, junto a los 7 concejales electos en ese municipio.
| \| Resultado de la elección municipal en Los Taques Noviembre de 2021 Alcalde o Alcaldesa del Municipio. \| Resultado de la elección municipal en Los Taques Noviembre de 2021 Alcalde o Alcaldesa del Municipio. \| Resultado de la elección municipal en Los Taques Noviembre de 2021 Alcalde o Alcaldesa del Municipio. \| Resultado de la elección municipal en Los Taques Noviembre de 2021 Alcalde o Alcaldesa del Municipio. \| Resultado de la elección municipal en Los Taques Noviembre de 2021 Alcalde o Alcaldesa del Municipio. \| \| ----------------------------------------------------------------------------------------------------- \| ----------------------------------------------------------------------------------------------------- \| ----------------------------------------------------------------------------------------------------- \| ----------------------------------------------------------------------------------------------------- \| ----------------------------------------------------------------------------------------------------- \| \| Candidato \| Candidato \| \| Porcentaje \| Porcentaje \| \| Maria Arcaya \| Maria Arcaya \| \| 45,82 % \| 45,82 % \| \| Kerrins Mavarez \| Kerrins Mavarez \| \| 29,83 % \| 29,83 % \| \| Alejandro Betancourt \| Alejandro Betancourt \| \| 15,09 % \| 15,09 % \| \| Otros candidatos \| Otros candidatos \| \| 8,85 % \| 8,85 % \| |                      |  |            |            |
| Resultado de la elección municipal en Los Taques Noviembre de 2021 Alcalde o Alcaldesa del Municipio. |                      |  |            |            |
| Candidato | Candidato            |  | Porcentaje | Porcentaje |
| Maria Arcaya | Maria Arcaya         |  | 45,82 %    | 45,82 %    |
| Kerrins Mavarez | Kerrins Mavarez      |  | 29,83 %    | 29,83 %    |
| Alejandro Betancourt | Alejandro Betancourt |  | 15,09 %    | 15,09 %    |
| Otros candidatos | Otros candidatos     |  | 8,85 %     | 8,85 %     |

Desde el inicio de su mandato se ha dedicado a realizar lo siguiente:
- Resaltar la cultura del municipio, dónde ha realizado ciertos eventos que representa momentos y personajes históricos importantes en la vida municipal.
- Mejoras en los servicios públicos, como el agua potable, la recolección de basura y la iluminación pública dónde ha iluminado las comunidades que tenían muy poca iluminación.
- Inversión en educación y atención médica.
- Promoción del desarrollo económico y turístico.
- Implementación de programas sociales para ayudar a los más necesitados.
- Realizar entregas de transformadores eléctricos para así poder reforzar el sistema eléctrico en el municipio.[7][8]